# Aimless Device
Aimless Device is een groep uit Leuven die tussen 1985 en 1989 rockgitaren koppelde aan drummachines en synthesizers. Het gevolg was een geluid dat zowel vergeleken werd met bonafide rockgroepen als The Psychedelic Furs, Magazine of The Stranglers als met synthacts zoals Fad Gadget. Een eerste mini-LP, "Hard To Be Nice" (1985), zorgde meteen voor bescheiden bekendheid in binnen- en buitenland, en na het uitbrengen van "World Of Coats" (1986) en "Dog Days" (1987) volgden er ook tournees in Frankrijk, Duitsland en Spanje.
In 1988 werd de groep van zanger Bart Azijn en gitarist Patric M vervoegd door Ferre Baelen (ex-TC Matic) voor een laatste maxi, "Mud In Your Eye". Het zou hun zwanenzang worden, aangezien de groep door het teloorgaan van label Anything But Records plotseling zonder contract zat. Patric M dook later nog op in De Legende, de nieuwe groep van Aroma di Amore zanger Elvis Peeters en toetsenist Geert Corbeels (ex-Men 2nd). Diezelfde Corbeels vinden we samen met Bart Azijn trouwens terug in Weird Uncle, een licht-sarcastisch electropopduo.
In juni 2010 verschijnt de compilatie-cd "Coats Of Many Colours" bij Onderstroom Records.

## Discografie
- 1985 - Hard To Be Nice
- 1986 - World Of Coats
- 1987 - Dog Days
- 1988 - Mud In Your Eye
- 2010 - Coats Of Many Colours (cd-compilatie)